# Wangenheimia lima
Wangenheimia lima là một loài thực vật có hoa trong họ Hòa thảo. Loài này được (L.) Trin. miêu tả khoa học đầu tiên năm 1820.